# Hymenocallis
Hymenocallis es un género de plantas herbáceas, perennes y bulbosas nativas de América tropical y subtropical y perteneciente a la familia de las amarilidáceas (Amaryllidaceae). Comprende aproximadamente 50 especies cuyas características más sobresalientes son, por un lado, la corona estaminal membranácea que une la base de los filamentos de los estambres y, por el otro, los tépalos largos y estrechos, que le merecen el calificativo de "lirio araña". Muchas especies de Hymenocallis son muy raras en la naturaleza, tienen una distribución muy restringida o son endémicas de una sola localidad (p. ej. Hymenocallis godfreyi e Hymenocallis franklinensis de los pantanos de Florida, en Estados Unidos).

## Descripción

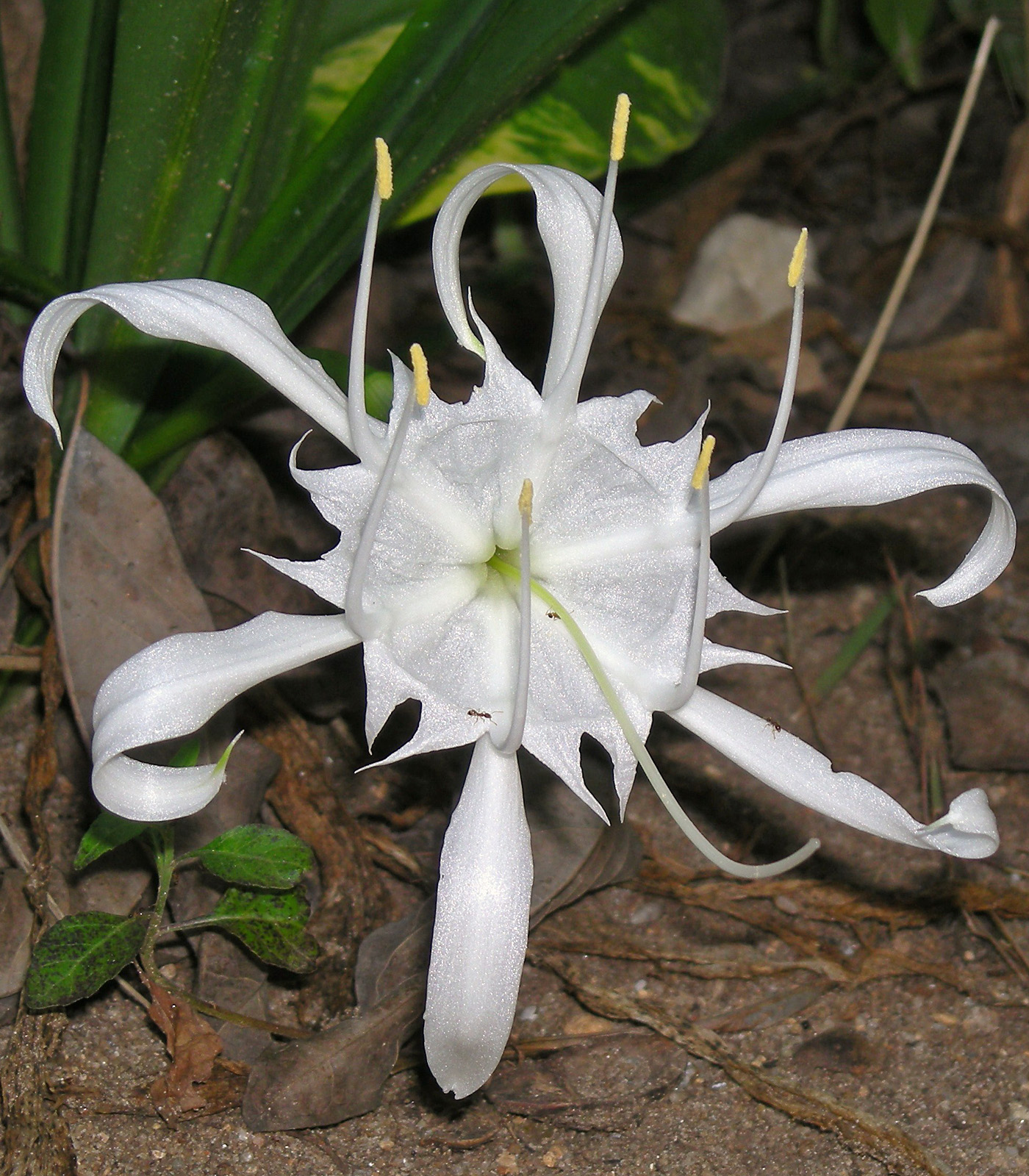
Flor de Hymenocallis speciosa, puede observarse la corona estaminal uniendo los filamentos de los 6 estambres.

Las especies de Hymenocallis se caracterizan por poseer un bulbo subterráneo del cual emerge una roseta de hojas basales y el escapo floral. El follaje persiste de manera permanente en algunas especies, mientras que en otras es estacional y lo pierden durante el período de sequía. Presentan de 2 a 16 hojas, las cuales son planas y, en general sésiles, aunque algunas especies presentan hojas pecioladas.
Las flores son actinomorfas, hermafroditas, perfumadas, grandes y vistosas, con forma de estrella. El perigonio es infundibuliforme, compuesto de 6 tépalos unidos en su base formando un tubo. Los estambres presentan los filamentos filiformes, unidos en su base por medio de una amplia cúpula membranosa llamada paraperigonio o corona estaminal. Los tépalos se extienden desde la base de la corona estaminal y sus porciones libres son reflejas o ascendentes, frecuentemente recurvadas y lineares. Las anteras son dorsifijas, versátiles, lineares. El polen es de color amarillo, muchas veces dorado o anaranjado. El ovario es ínfero, globoso, ovoide, oblongo o piriforme, trilocular, con 2 a 10 óvulos por lóculo. El estilo es filiforme, excerto más allá de los estambres. El estigma es capitado. 

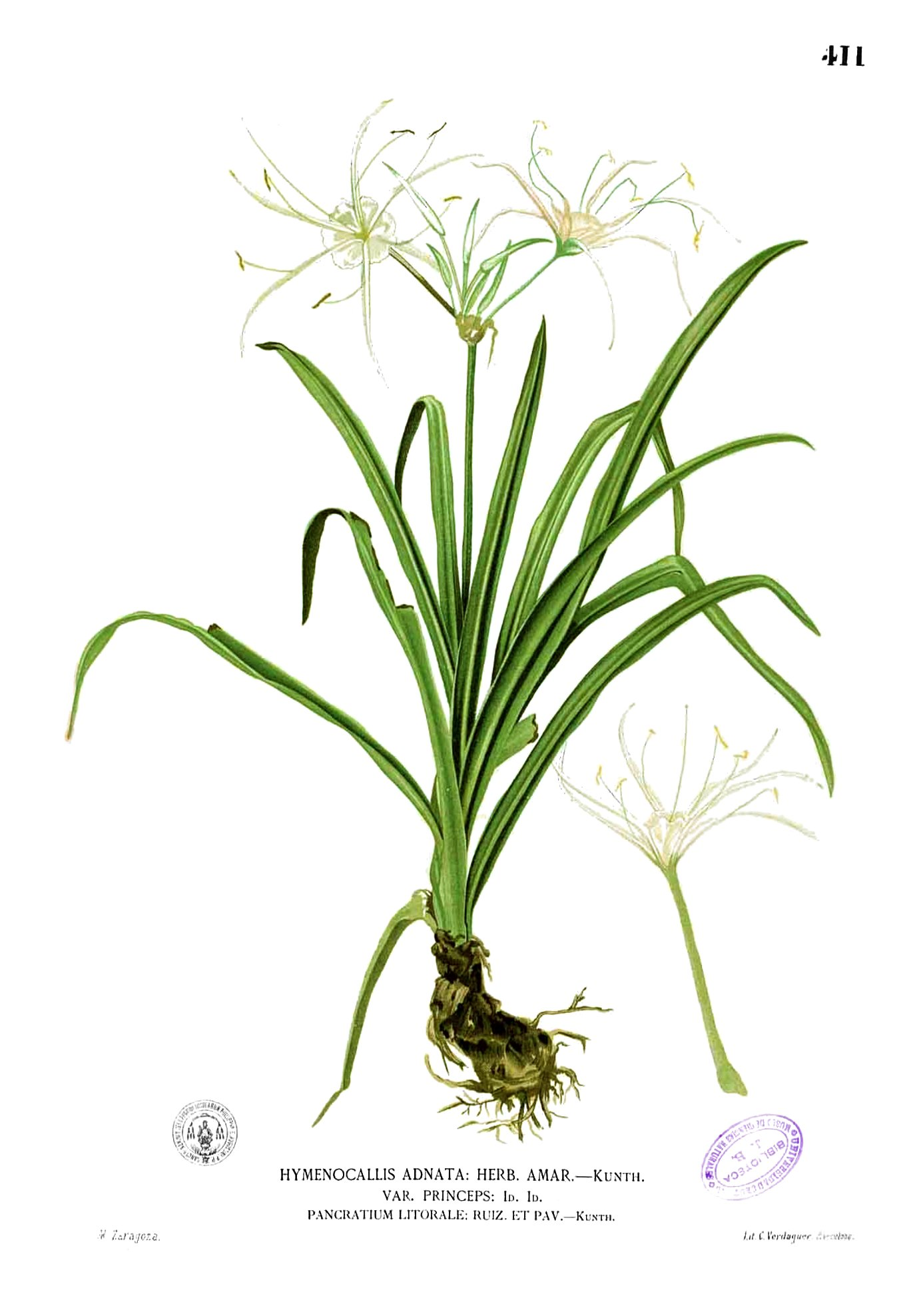
Imagen de Hymenocallis littoralis, morfología general.

Las flores se hallan dispuestas en umbelas protegidas por 2-3 brácteas muy desarrolladas, triangulares, ovadas o lanceoladas; reunidas en la extremidad de un escapo áfilo, sólido y comprimido. Las flores, en número de 1 a 16, usualmente sésiles, erectas o levemente divergentes, presentan una bráctea estrechamente lanceolada.
El fruto es una cápsula grande, dehiscente, verde, subglobosa y alongada. Las semillas son grandes, verdes y carnosas. 
El bulbo es ovoide o globoso, tunicado, frecuentemente se extiende en un cuello formado por las bases foliares. El número cromosómico básico es x= 20 y 23, existiendo especies poliploides.

## Etimología
El nombre Hymenocallis proviene del griego y significa "membrana hermosa", aludiendo a la corona estaminal que caracteriza al género.

## Distribución
Las especies del género se distribuyen en América tropical: desde el norte de Brasil, Guyana, Venezuela, Ecuador, América Central,  las Antillas, México, el sudeste de Estados Unidos (Florida) hasta el valle inferior del río Misisipi.

## Taxonomía

### La tribuHymenocallideae
En la clasificación tradicional de las amarilidáceas el género Hymenocallis se incluía dentro de la tribu Eucharidae, conjuntamente con otros géneros americanos que exhiben una corona estaminal, como el caso de Eucharis. 
Los análisis filogenéticos basados en secuencias del ADN de estas especies permitieron concluir que la tribu Eucharidae, según la circunscripción tradicional, era polifilética, por lo que se la segregó en las siguientes tribus: Eucharidae (en sentido estricto), Calostemmateae (Müller-Doblies D. & U. 1996) e Hymenocallideae (Meerow & Snijman 1998). Esta última tribu incluye a los géneros Ismene Salisb. ex Herb. (1821), Leptochiton Sealy (1937) y, por supuesto, Hymenocallis Salisbury (1812). Choretis Herb. (1837) se considera un sinónimo de Hymenocallis.
Dentro de Hymenocallideae los límites genéricos han sido tratados de diferente modo según varios taxónomos. Los géneros Leptochiton, Ismene, Elisena, y Pseudostenomesson han sido incluidos conjuntamente con Hymenocallis dentro del género Ismene, o bien, mantenidos como géneros separados. Las últimas investigaciones sobre estos géneros, utilizando tanto datos morfológicos como datos moleculares del ADN nuclear y del cloroplasto, permitieron concluir que Ismene, Hymenocallis y Leptochiton deben tratarse como géneros separados. Elisena y Pseudostenomesson, por otro lado, han sido incluidos como subgéneros de Ismene.

### Clasificación infragenérica
Desde un punto de vista taxonómico Hymenocallis es un género problemático entre las Amaryllidaceae dada la dificultad para definir y aplicar en ocasiones el concepto de especie, y por lo tanto, realizar un tratamiento taxonómico satisfactorio a partir únicamente de caracteres morfológicos tradicionales. Esta situación se debe a la heterogeneidad que frecuentemente presentan las especies en algunos de los atributos morfológicos que las definen, lo que hace difícil en ciertos casos establecer un límite que separe la variabilidad propia de cada especie de aquella que se presenta entre las distintas especies.
Las especies del género han sido agrupadas informalmente en las siguientes "alianzas":
- Speciosa: con hojas pecioladas, se distribuye en Brasil, México y el Caribe.
- Mexicana: con hojas sésiles o sub-pecioladas, oblongas, más o menos oblanceoladas o ensiformes, caducas. Oriundas de México.
- Caribaea: hojas ligeramente lanceoladas, perennifolias, con los segmentos del perigonio libres con respecto a la corona estaminal. Distribuidas por América Central, el Caribe y Florida.
- Littoralis: hojas ligeramente lanceoladas, habitualmente perennifolias, con los segmentos del perigonio unidos brevemente a la corona estaminal. Distribuidas por Colombia, Ecuador y México.
- Caroliniana: oriundas del sur de Estados Unidos, presentan anteras introrsas, hojas caducas y un ovario globular con menos de 4 óvulos por lóculo.
- Henryae: distribuidas por Florida y Cuba, con hojas caducas, anteras introrsas, ovario oblongo y más de 4 óvulos por lóculo.

### Listado de especies
Las especies del género son las siguientes:
- Hymenocallis acutifolia (Herb. ex Sims) Sweet
- Hymenocallis araniflora T.M.Howard
- Hymenocallis arenicola Northr.
- Hymenocallis astrostephana T.M.Howard
- Hymenocallis azteciana Traub
- Hymenocallis baumlii Ravenna
- Hymenocallis bolivariana Traub
- Hymenocallis caribaea (L.) Herb.
- Hymenocallis choctawensis Traub
- Hymenocallis choretis Hemsl.
- Hymenocallis cleo Ravenna
- Hymenocallis clivorum Laferr.
- Hymenocallis concinna Baker
- Hymenocallis cordifolia Micheli
- Hymenocallis coronaria (Leconte) Kunth
- Hymenocallis crassifolia Herb.
- Hymenocallis durangoensis T.M.Howard
- Hymenocallis duvalensis Traub ex Laferr.
- Hymenocallis eucharidifolia Baker
- Hymenocallis fragrans (Salisb.) Salisb.
- Hymenocallis franklinensis Ger.L.Sm.
- Hymenocallis gholsonii G.Lom.Sm. & Garland
- Hymenocallis glauca (Zucc.) M.Roem.
- Hymenocallis godfreyi G.L.Sm. & Darst
- Hymenocallis graminifolia Greenm.
- Hymenocallis guatemalensis Traub
- Hymenocallis guerreroensis T.M.Howard
- Hymenocallis harrisiana Herb.
- Hymenocallis henryae Traub
- Hymenocallis howardii Bauml
- Hymenocallis imperialis T.M.Howard
- Hymenocallis incaica Ravenna
- Hymenocallis jaliscensis M.E.Jones
- Hymenocallis latifolia (Mill.) M.Roem.
- Hymenocallis leavenworthii (Standl. & Steyerm.) Bauml
- Hymenocallis lehmilleri T.M.Howard
- Hymenocallis limaensis Traub
- Hymenocallis liriosme (Raf.) Shinners
- Hymenocallis littoralis (Jacq.) Salisb.
- Hymenocallis lobata Klotzsch
- Hymenocallis longibracteata Hochr.
- Hymenocallis maximilianii T.M.Howard
- Hymenocallis multiflora Vargas
- Hymenocallis occidentalis (Leconte) Kunth
- Hymenocallis ornata (C.D.Bouché) M.Roem.
- Hymenocallis ovata (Mill.) M.Roem.
- Hymenocallis palmeri S.Watson
- Hymenocallis partita Ravenna
- Hymenocallis phalangidis Bauml
- Hymenocallis pimana Laferr.
- Hymenocallis portamonetensis Ravenna
- Hymenocallis praticola Britton & P.Wilson
- Hymenocallis proterantha Bauml
- Hymenocallis pumila Bauml
- Hymenocallis puntagordensis Traub
- Hymenocallis pygmaea Traub
- Hymenocallis rotata (Ker Gawl.) Herb.
- Hymenocallis schizostephana Worsley
- Hymenocallis sonorensis Standl.
- Hymenocallis speciosa (L.f. ex Salisb.) Salisb.
- Hymenocallis tridentata Small
- Hymenocallis tubiflora Salisb.
- Hymenocallis vasconcelosii
- Hymenocallis venezuelensis Traub
- Hymenocallis woelfleana T.M.Howard

## Fitoquímica y farmacología
Se ha demostrado que los bulbos de Hymenocallis littoralis (Jacq.) Salisb. contienen varias substancias que podrían ser promisorias para combatir ciertos tipos de cáncer e infecciones virales. Gorter en 1920 fue el primero en realizar una investigación sobre los compuestos químicos de esta especie, lo que le llevó a aislar la licorina, compuesto que, más tarde se demostró, presenta actividad antitumoral y antiviral. Para la misma época también se descubrió que los bulbos de H. littoralis contenían una fenantridona a la que sus descubridores llamaron pancratistatina (ya que en aquellos años la especie se denominaba "Pancratium littorale"). Las pruebas iniciales con este compuesto demostraron que el mismo era muy efectivo in vivo contra ciertos tipos de leucemia y el sarcoma de ovario. En experimentos posteriores se observó que la pancratistatina exhibía citotoxicidad contra 60 tipos de líneas celulares de cáncer humano, en particular contar el melanoma y ciertas líneas de cáncer de cerebro, colon, pulmón y riñón. Además, también se demostró que este compuesto exhibe una fuerte actividad antiviral en los casos de fiebre amarilla y encefalitis japonesa. También se han aislado de esta especie varios compuestos inhibitorios del crecimiento celular como la narciclasina, la trans-dihidronarciclasina y la 7-desoxinarciclasina. Los bulbos de Hymenocallis son levemente tóxicos cuando se ingieren, debido a la presencia de licorina y otros alcaloides, pudiendo causar náuseas, vómito y diarrea.

## Cultivo
Se cultivan muchas especies del género como plantas ornamentales. Tal vez la más popularmente conocida sea Hymenocallis × festalis, un híbrido interespecífico de origen hortícola, que actualmente se incluye dentro del género Ismene bajo la denominación Ismene × festalis. Otra especie muy conocida y cultivada por sus bellas flores blancas que abren hacia fines del verano es Hymenocallis littoralis. No obstante, en áreas donde el terreno no se hiela, todas las especies de Hymenocallis pueden cultivarse y convertirse en ejemplares espectaculares de los jardines en el verano. Prefieren un suelo bien drenado y humífero, con abundante riego. No obstante, en el cultivo de las especies de este género se debe considerar que las mismas son originarias de hábitats muy variados. Algunas viven al lado de corrientes de agua o cerca de espejos de agua estancada, con tipos de suelo muy diferentes, desde ácidos a calcáreos. Otras son originarias de hábitats áridos. Finalmente, hay especies que crecen a la sombra y otras a pleno sol. Por lo tanto, las técnicas y recomendaciones de cultivo son particulares para cada una de las especies del género.

## Especies amenazadas o en peligro de extinción
Existen especies de Hymenocallis que se consideran vulnerables o amenazadas de extinción. Las causas pueden ser la degradación de su hábitat natural o una distribución muy restringida. En México, por ejemplo, se consideran en peligro de extinción Hymenocallis concinna Baker e Hymenocallis durangoensis Howard. Por otro lado, Hymenocallis guerreroensis Howard e Hymenocallis leavenworthii (Standl. & Steyerm) Bauml se consideran especies amenazadas. El libro rojo de la IUCN (International Union for Conservation of Nature and Natural Resources), a su vez, considera en peligro de extinción o vulnerables a las mismas especies mencionadas previamente, y agrega como especies vulnerables a Hymenocallis duvalensis Traub y a Hymenocallis henryae Traub, ambas especies del estado de Florida en Estados Unidos.